# 戸田工業
戸田工業株式会社（とだこうぎょう、英: TODA KOGYO CORP.）は、広島県広島市に本社を置く化学メーカー。トナー材料、着色剤、フェライト（磁性材料）、リチウムイオン二次電池材料などを製造販売し、磁気テープや切符などに実用化されている。実業家の戸田止戈夫により創業。

## 概要
戸田工業の前身は、1823年に始まり、人類最古の顔料「ベンガラ」を工業的に製造したことに端を発している。ベンガラは酸化鉄であり、古代から絵画や建築に利用され、日本の高松塚古墳の壁画でも使用された。この顔料を製造することから戸田工業は始まり、岡山県井原市で戸田家の家業としてその事業を営んでいた。
1933年、戸田工業は法人化され、「ベンガラの製造販売」を目的とする戸田工業株式会社が戸田止戈夫により、広島市で設立された。戦後の高度成長期には、酸化鉄の製造方法の革新が進み、1941年には硫酸鉄を利用した新しい製造方法を開発し、生産力の向上に成功。1965年には、京都大学の高田利夫教授と共同で湿式合成法を開発。この技術により、亜硫酸ガスの発生を抑えつつ、品質が安定し、形状や特性をコントロールできる酸化鉄を生産できるようになった。
1976年には、オーディオ・ビデオテープ用の磁性酸化鉄が隆盛を迎える。湿式合成法を基に開発された高品質な磁性酸化鉄は、世界市場で広く使用され、戸田工業の地位を確立した。しかし1990年代に入ると、アナログからデジタルへの転換が進み、従来のオーディオ・ビデオテープ市場は衰退。戸田工業は新たな挑戦として、ナノテクノロジーを活用した新しい化学素材の開発に取り組んだ。
2000年代には、顔料に留まらず、スマートフォン、自動車、家電などの最先端技術分野へもその製品が広がった。戸田工業は、酸化鉄を中心とした無機材料に関する豊富な知識と経験を基に、ITや環境問題に対応した新たな技術と製品を提供し続け、世界中の市場で高い評価を得ている。
今日までの200年間、戸田工業は時代の変化に柔軟に対応し、常に化学素材の新しい可能性を追求してきた。その技術と製品は、国内外を問わず、多様な分野において活用され、今後も進化を続けながら、社会の発展を支える企業を目指している。

## 歴史

### 創業期（1823 - 1932年）
戸田工業の歴史は1823年、岡山県後月郡西江原（現在の井原市）で弁柄製造を開始したことに始まる。その後、会社は多様な事業展開を行い、1891年に西江原の神戸（こうど）に7,500m²の山林を購入。1893年にはシカゴ万国博覧会で弁柄を出展し受賞するなど、国際的にも認められた。1895年には第四回内国勧業博覧会でも受賞。
1901年、戸田工業の前身である吉備工業が創業し、1907年には広島県安佐郡久地（現在の広島市安佐北区）に工場を開設。その後、1908年には西江原の本新町に700m²の新本店を新設。1917年には、西江原の工場が除虫菊蚊取線香と殺虫剤の生産に切り替わり、精勤舎として「ラッパ印の蚊取線香」で知られるようになる。
1929年には旧広島工場にて弁柄製造を再開し、1911年には久地で21,000m²の弁柄工場を買収。1920年には、西江原の工場が広島市横川町（現在の西区）に移転し、蚊取線香生産工場を舟入に移設。また、吉備工業は個人経営の4工場（石原弁柄、田村弁柄、長尾弁柄、藤沢弁柄）を買収し、吉備工業株式会社として再編された。さらに、1926年には広島県安佐郡深川（現在の広島市安佐北区深川）にあった緑礬（ローハ）と弁柄製造工場を買収し、事業拡大を続けた。

### 戸田工業設立期（1933 - 1949年）
1933年、戸田工業は広島市横川町にて、弁柄の製造販売を事業目的とする株式会社を資本金50万円で設立し、戸田止才夫が初代代表取締役社長に就任。翌1934年には東京都日本橋区に旧東京支店、大阪市浪速区に旧大阪支店を設置し、事業基盤を拡大。1936年には本社および工場を広島市舟入川口町に移転した。
1940年には、クツワ弁柄製造株式会社を設立し、弁柄製造部門を譲渡。1941年、天然の磁硫化鉄鉱を風化させて原料を作る方法が需要に対応できなくなり、硫酸鉄を原料として使用する新しい方法を採用。1943年には、海軍の委託で潜望鏡用レンズプリズムの研磨材を製造し、広島高等工業（現在の広島大学工学部）と共同研究を行い、成功を収めた。1944年、英国によるレーダー探知機の発明を受け、マグネタイト（Fe3O4）の電波吸収性が発見され、広島高等工業の鈴木先生との共同研究が始まった。同年、東洋鋼鈑株式会社下松工場内に硫酸鉄工場が設置され、これが後にクツワ化工株式会社となる。

### 成長期（2代目社長期：1950 - 1970年）
1950年、止戈夫の長男である戸田英夫が2代目代表取締役社長に就任。東京色材工業株式会社が東京都千代田区で創業。1951年には、クツワ弁柄製造株式会社を合併。1953年、東京営業所と大阪営業所を開設し、旧広島工場にフェライト原料の酸化鉄工程を新設。この時期、フェライト材料に関する技術開発が進み、京都大学との共同研究も始まる。
1954年、吉備工業株式会社を合併し、1959年には山口県小野田市に小野田事業所を開設。業績再建のため、軍から支給された硫黄を利用して「湯の花」などの製品を販売開始した。
1960年には、小野田事業所に着色材料用酸化鉄製造設備を設置し、京都大学や日本電気株式会社との技術提携で高純度酸化鉄を製造する設備を整える。1961年にはオーディオテープ用磁気記録材料「メモリックス」の製造を開始し、1964年にはハード、ソフト複合フェライト材料の製造を始めた。
1965年には、京都大学の高田利夫先生と共同で酸化鉄の湿式合成法を開発し、成功を収める。1966年には、従来品を上回る高密度オーディオ・ビデオテープ用磁気記録材料を開発し、1967年には岡山事業所で精製工程を完成させた。1969年には、小野田事業所でオーディオ・ビデオテープ用磁性粉末材料の製造設備を新設。

### 事業転換期（3代目社長期：1970 - 1986年）
1971年、松井五郎が3代目代表取締役社長に就任。同年、岡山事業所で乾式焼成法による弁柄の製造法を廃止し、湿式法による着色材料用製造設備を設置。旧広島工場には、世界初の湿式法による高純度フェライト材料用複合酸化鉄（NP）の製造設備が設置された。
1974年、岡山事業所で易分散弁柄および着色材料の生産を開始。1976年、小野田事業所にビデオテープ用コバルト被着型磁性材料の製造設備を設置し、1981年と1982年に増設された。
1979年、小野田事業所にメタルテープ用材料の量産試作設備が設置され、1983年には東京証券取引所市場第1部に指定された。
1980年、レーザープリンター用球状マグネタイトの開発に着手。1982年には垂直磁化記録方式用バリウムフェライトの開発を進め、1984年には広島県大竹市に大竹事業所を開設。大竹事業所ではボンドフェライト用磁性粉の製造が開始され、1985年には磁気記録用磁性粉の製造が開始された。

### 電子印刷用着色剤開発（4代目社長期：1987 - 1994年）
1987年、園尾恵三が4代目代表取締役社長に就任。同年、大竹事業所で磁気カード向け粉末材料の製造を開始。
1988年、小野田事業所に電子印刷用着色材料の専用製造設備が新設され、1996年には増設された。
1989年、岡山事業所にフェライト高純度酸化鉄の製造設備を設置し、カラープリンターや複写機用キャリアの開発に着手。
1991年、大竹事業所に創造本部大竹を設置。1994年、戸田工業ヨーロッパGmbHをドイツ・デュッセルドルフ市に設立。同年、小野田事業所でメタル磁性粉末材料用製造設備を設置し、1998年と2000年に増設された。また、ダイオキシンの発生を抑制するナノ酸化鉄燃焼触媒を開発した

### 海外進出期（5代目社長期：1995 - 2012年）
1995年に戸田俊行が第5代社長に就任し、会社の新たな時代が幕を開けた。1996年にはアメリカ・シャンバーグ市に「戸田アメリカIncorporated」を設立し、グローバルな展開を強化した。また、大竹事業所ではダイオキシン抑制機能フィルム用マスターバッチの製造を開始し、環境への配慮も進めた。
1997年には、岡山事業所が分社化し、「戸田ピグメント株式会社」として独立し、また小野田開発センター棟を新設した。大竹事業所には、カラープリンターや複写機用キャリアの製造工程も新設され、製品の多様化が進んだ。1998年には、二次電池用正極材料として注目されるハイドロタルサイトの開発に着手し、同年、大竹サイトに創造センターを開設した。
2000年には岡山事業所が日本弁柄工業株式会社と合併し、また大竹創造センターを開設するなど、研究開発の体制強化を図った。さらに広島市中区舟入南に本社を移転し、企業の基盤を強化した。2001年には環境保全設備の設計・施工を開始し、土壌や地下水浄化材の開発にも着手するなど、環境への配慮を一層強化した。
2002年から2004年にかけては、小野田事業所に電池正極材料用の製造設備を設置し、大竹事業所では旧広島工場を閉鎖し、移管された。また、小野田事業所ではチタン酸バリウム製造設備を増設し、電池用材料の製造設備の新設も行われた。これらの設備増強は、同社の技術力の向上と製品の多様化に大きく寄与した。
2003年には、大竹事業所でカラー舗装用材料の製造が開始され、また小野田事業所では電池用材料の製造設備を新設した。この間、同社は新たな技術への投資を続け、2006年には大竹事業所でフェライト焼結基板の量産を開始し、ICタグ用アンテナシートの製造も行った。韓国釜山に「戸田フェライトコリア」を設立するなど、国際的な展開も進めた。
2007年には、中国天津市に「戸田麦格昆磁磁性材料（天津）有限公司」を設立し、カナダ・サーニア市にも「戸田アドバンストマテリアルズ」を設立した。これにより、グローバルなネットワークが拡大し、海外市場でのプレゼンスを強化した。2008年には、アメリカのアルゴンヌ国立研究所からリチウムイオン電池用正極材料の特許ライセンスを取得し、大竹事業所では太陽光高反射顔料を上市した。
2011年、戸田工業は大竹事業所において、スマートフォン向けのNFC（近距離無線通信）フェライトシートの製造を開始した。この新しい製品は、モバイル技術の進展に対応するもので、同社の技術力を示す重要な一歩となった。また、中国浙江省にある「戸田聯合実業（浙江）有限公司」を連結子会社として取り込み、さらなるグローバル展開を推進した。この年は、同社の技術革新と国際的な事業基盤の強化が進んだ年であった。

### TDKとの資本提携（6-7代目社長期：2013 - 2023年）
戸田工業は、2013年から2023年にかけて多くの重要な変革を遂げた。
2013年には久保田正が6代目代表取締役社長に就任し、企業のさらなる成長を牽引する役割を果たした。翌2014年には、寳來茂が7代目代表取締役社長に就任し、企業のリーダーシップが新たな局面を迎えることとなった。また、同年には本社を広島市に移転し、地域に根差した経営基盤の強化を図った。
2015年には、リチウムイオン電池用正極材料製造設備を含む小野田事業所および北九州工場の設備を現物出資し、BASFジャパン株式会社との合弁会社「BASF戸田バッテリーマテリアルズ合同会社」を設立。これにより、エネルギー分野への進出とともに、新たな事業領域への挑戦を本格化させた。
2016年、戸田工業はタイ・バンコクに「戸田工業アジア（タイランド）Co. Ltd.」を設立し、アジア市場での事業展開を強化した。また、戸田ファクトリー株式会社（後の戸田ファインテック株式会社）を連結子会社として取り込み、技術力と生産力の向上を図った。
2019年には、TDKとの資本業務提携を開始。さらに、大竹事業所では異方性ネオジム鉄ボロン磁粉の製造を開始し、新たな製品群を市場に投入した。また、1997年に分社化した戸田ピグメント株式会社を吸収合併し、岡山事業所として一体化。これにより、事業運営の効率化とさらなる成長を目指した。
2021年には、中期事業計画「Vision2023」を策定し、今後の成長戦略を明確化した。同年、戸田工業は中国広東省の江門協立磁業高科技有限公司を連結子会社にし、さらに国際展開を進めた。
2022年、戸田工業は東京証券取引所の市場第1部からプライム市場に移行し、企業としてのステータスを一段と向上させた。そして、2023年には創業200周年および会社設立90周年を迎え、長い歴史と実績を誇る企業としての強みを再確認する年となった。

## 沿革
- 1933年 - 戸田工業株式会社を設立。
- 1963年 - 広島証券取引所に上場。
- 1982年 - 東京証券取引所2部に上場。
- 1983年 - 東京証券取引所1部に上場。
- 2023年 - 東京証券取引所スタンダード市場へ市場変更。

## 歴代社長
| 代   | 氏名       | 在任期間        |
| ---- | ---------- | --------------- |
| 初代 | 戸田止戈夫 | 1933年 - 1949年 |
| 2代  | 戸田英夫   | 1950年 - 1970年 |
| 3代  | 松井五郎   | 1970年 - 1986年 |
| 4代  | 園尾恵三   | 1987年 - 1994年 |
| 5代  | 戸田俊行   | 1995年 - 2012年 |
| 6代  | 久保田正   | 2013年 - 2014年 |
| 7代  | 寳來茂     | 2014年 - 2023年 |
| 8代  | 久保恒晃   | 2024年 - 現在   |

## 所在地
- 本社・大竹事業所 - 広島県広島市
- 小野田事業所 - 山口県山陽小野田市